# Sinployea pitcairnensis
Sinployea pitcairnensis (лат.) — вид наземных улиток из семейства Charopidae, эндемик Островов Питкэрн.

## Описание
Раковина дискообразная, относительно крупная (диаметр 3,9-4,6 мм), с 4,5-4,75 нормально закрученными оборотами (закручена направо; раскручивается по часовой стрелке — дексиотропная). Вершина и шпиль слегка и равномерно выступают, верхний шпиль плоский, последний оборот опускается сильнее предыдущих. Апикальные обороты верхней части завитка составляют 1,25 оборота со слабыми следами спиральной микроскульптуры. Постъядерные обороты завитка — с выпуклыми закруглёнными радиальными рёбрами, имеющими протяжённую выемку, 65-85 рёбер на один оборот раковины, промежутки между рёбер примерно в 5-6 раз больше их ширины. Рёбра имеют длину 5-10 мм. Микроскульптура состоит из мелких радиальных бороздок, по 8-10 между каждой парой основных рёбер. Швы глубокие, обороты раковины сверху закруглённые, а латерально уплощённые по периферии и по базальному краю. Устье яйцевидное, губа простая, слегка загнута вверх. Устье открытое, около трети диаметра раковины. Раковина светло-жёлто-красновато-коричневого цвета с более тёмными поперечными полосами как на апикальной, так и на базальной поверхности.

## Таксономия
Вид был впервые официально описан в 1955 году британским зоологом из Кембриджского университета Р. Присом. Видовое название pitcairnensis — по месту обнаружения вида.

## Распространение и местообитание
Sinployea pitcairnensis — эндемик острова Питкэрн. Этот вид принадлежит к роду Sinployea, который имеет широкий географический ареал и наибольшее количество видов среди всех полинезийских эндодонтоидных родов, хотя до описания S. pitcairnensis виды этого рода не были зарегистрированы дальше островов Общества. Такое широкое распространение объясняется их обычной полудревесной средой обитания, которая, вероятно, увеличивает шансы распространения на бревнах, выкорчеванных с корнем во время сильных штормов. Хотя S. pitcairnensis не передвигается по стволам деревьев, но встречается под брёвнами и среди подстилки, всегда с низкой плотностью.

## Охранный статус
Международный союз охраны природы классифицирует природоохранный статус вида как «уязвимый».